# Važecká jaskyňa
Die Važecká jaskyňa (deutsch Važecer Tropfsteinhöhle) ist eine Tropfsteinhöhle im Gebirge Kozie chrbty unmittelbar südlich der Gemeinde Važec (Okres Liptovský Mikuláš) in der Nordslowakei. Die Höhle ist 530 m lang, davon ist ein 235 m langer Teil als Schauhöhle betrieben.
Der Eingangsbereich ist seit langem der örtlichen Bevölkerung bekannt, eine weitere Untersuchung des tiefer gelegenen Teils fand erst im Jahr 1922 statt. Provisorisch wurde sie schon 1928 erschlossen, dauerhaft aber erst seit 1954. Seit 1968 ist sie als nationales Naturdenkmal geschützt.
Die Höhle bildete sich im mesozoischen Gutensteinkalken der mittleren Trias durch den Einfluss eines unterirdischen Armes des Flusses Biely Váh. Stalaktiten, Stalagmiten und wassergefüllte Sinterbecken schmücken die unterirdischen Räume. Bedeutend sind paläontologische Fundorte der Knochen des Höhlenbären (Ursus spelaeus). Seltener kann man Fledermäuse beobachten.
Die relative Feuchtigkeit in der Höhle beträgt 94 bis 96 % und die Lufttemperatur 6,5 bis 7,1 °C.